# ضدانقلاب و شورش
ضدانقلاب و شورش (به انگلیسی: Counterrevolution and Revolt) کتابی از هربرت مارکوزه (۱۹ ژوئیه ۱۸۹۸–۲۹ ژوئیه ۱۹۷۹) فیلسوف و جامعه‌شناس آلمانی و از اعضای اصلی مکتب فرانکفورت است.

## چکیده
مارکوزه می‌نویسد جهان غرب به مرحله جدیدی از توسعه رسیده‌است که در آن «دفاع از نظام سرمایه‌داری مستلزم سازماندهی ضدانقلاب در داخل و خارج است». او غرب را به تکرار وحشت‌های رژیم نازی و کمک به کشتار در هندوچین، اندونزی، جمهوری کنگو، نیجریه، پاکستان و سودان متهم می‌کرد.
او مسایل چپ نو و همچنین موضوعات دیگری مانند نقش سیاسی بوم‌شناسی را مورد بحث قرار می‌دهد. مارکوزه با استناد به کتاب آنارشیسم پسا کمیابی (۱۹۷۱) اثر موری بوکچین استدلال می‌کند بوم‌شناسی «تا جایی که دیگر در چارچوب سرمایه‌داری قابل کنترل نباشد» با «توسعه» کشش در «چارچوب» سرمایه‌داری است. مارکوزه بحثی در مورد نقش طبیعت در فلسفه مارکسیستی ارائه می‌دهد که توسط فیلسوف آلفرد شمیت در کتاب مفهوم طبیعت در مارکس (۱۹۶۲) ارائه شده‌است.
مارکوزه همچنین بحثی از هنر، از جمله ادبیات و موسیقی، در رابطه با انقلاب ارائه می‌دهد. او به مشاهدات آرتور شوپنهاور در کتاب «جهان همچون اراده و تصور» (۱۸۱۸)، استناد می‌کند که موسیقی «درونی‌ترین هسته را پیش از هر شکل یا قلب چیزها می‌دهد».

## تاریخچه انتشار
«ضدانقلاب و شورش» برای نخستین بار توسط بیکن پرس در سال ۱۹۷۲ منتشر شد.

## معرفی
- «ضدانقلاب و شورش» توسط فعال حقوق همجنس‌گرایان، ژرلد مولدنهاور در مجله «بدنه سیاسی» بررسی شد. مولدنهاور نوشت: مارکوزه جنبش آزادی‌بخش همجنس‌گرایان را بی‌اهمیت می‌داند. حتی اگر «بسیاری از فعالان همجنس‌گرا» تحت تأثیر کتاب پیشین او با نام «اروس و تمدن» (۱۹۵۵) قرار گرفته باشند ولی مارکوزه به خاطر نادیده گرفتن حقوق آنان قابل انتقاد است.[۵]
- مورخ روشنفکر مارتین جی در کتاب «نظریه و جامعه» کتاب «ضدانقلاب و شورش» را یکی از «آثار عمده مارکوزه» نامید. او گفت نظریات مارکوزه در مورد هنر بیانگر بدهی او به رومانتیسم است.[۶]
- برایان ایزلی دیدگاه مارکوزه مبنی بر اینکه «مفهوم کارل مارکس از تصاحب انسان از طبیعت به‌طور کامل از غرور سلطه رها نیست» را شجاعانه توصیف کرد. او نوشت مارکوزه «به صراحت به دهه‌ها تحلیل اجتماعی‌اش بُعدی را اضافه می‌کند که همیشه ضمنی بوده‌است: رابطه زن و مرد» و به نظر می‌رسد که «محکومیت علم تثبیت‌شده و دعوت به علم جدید توسط مارکوزه محکومیتی است بر علم 'مردانه' و فراخوانی برای علم 'زنانه' جدید.»[۷]
- چارلز کریتندن فیلسوف، حمایت مارکوزه از «کار برای تغییر در درون نظام» را سبب عقب‌نشینی از طرفداری او در آثار پیشین مانند مقاله‌ای در مورد آزادی (۱۹۶۹)، خشونت و تقابل انقلابی به عنوان راه‌هایی برای دستیابی به دگرگونی اجتماعی شد.[۸]
- اندرو لایت نظریات مارکوزه را با دیدگاه‌های موری بوکچین مقایسه کرد.[۹]

### کتاب‌ها
- کریتندن، چارلز (۲۰۰۵): مارکوزه، هربرت، در هوندریچ، تد (ویرایش)، همراه فلسفه آکسفورد. آکسفورد: انتشارات دانشگاه آکسفورد. شابک ‎۰-۱۹-۹۲۶۴۷۹-۱
- ایزلی، برایان (۱۹۸۱): علم و ستم جنسی: تقابل مردسالاری با زن و طبیعت، لندن: ویدنفلد و نیکلسون. شابک ‎۰-۲۹۷-۷۷۸۹۴-۳
- نور، اندرو (۱۹۹۸): بررسی مجدد بوکچین و مارکوزه به عنوان ماتریالیست‌های محیطی: به سوی یک بوم‌شناسی اجتماعی در حال تحول، در نور، اندرو (ویرایش)، اکولوژی اجتماعی پس از بوکچین، نیویورک: گیلفورد پرس. شابک ‎۱-۵۷۲۳۰-۳۷۹-۴
- مارکوزه، هربرت (۱۹۷۲): ضدانقلاب و شورش، بوستون: بیکن پرس. شابک ‎۰-۸۰۷۰-۱۵۳۳-۴

### مجله‌ها
- جی، مارتین (۱۹۸۲): «تمام سازی آنامنستیک: تأملاتی در مورد نظریه یادآوری مارکوزه»، نظریه و جامعه، ۱ (۱۱).
- مولدنهاور، جرلد (۱۹۷۲): «مارکوزه و انقلاب همجنس‌گرایان»، بدنه سیاسی (۶).